# Theodore William Chaundy
Theodore William Chaundy (né le 19 janvier 1889 — mort le 14 avril 1966) est un mathématicien anglais. Il est surtout connu pour avoir développé, avec Joseph Langley Burchnall, la théorie Burchnall–Chaundy (en).

## Biographie
Chaundy naît de John Chaundy et Sarah Pates au 49 Broad Street, Oxford.
Chaundy fréquente l'Oxford High School for Boys (en), puis obtient une bourse pour étudier les mathématiques au Balliol College. En 1912, il devient enseignant à Oxford, puis devient plus tard membre de Christ Church. Il épouse Hilda Weston Dott (1890-1986) en 1920. Le couple aura cinq enfants et treize petits-enfants.
Parmi ses étudiants, on compte, notamment, Kathleen Ollerenshaw.

## Œuvres
- (en) Theodore Chaundy, The differential calculus, Oxford, Clarendon Press, 1935
- (en) T. W. Chaundy, P. R. Barrett et Charles Batey, The printing of mathematics. Aids for authors and editors and rules for compositors and readers at the University Press, Oxford, Oxford University Press, 1954 (MR 0062667, lire en ligne)
- (en) T. W. Chaundy, Elementary differential equations, Oxford, Clarendon Press, 1969 (ISBN 978-0-19-853142-5, MR 0257444, lire en ligne)